# Herz-Jesu-Kirche (Oberwürzbach)

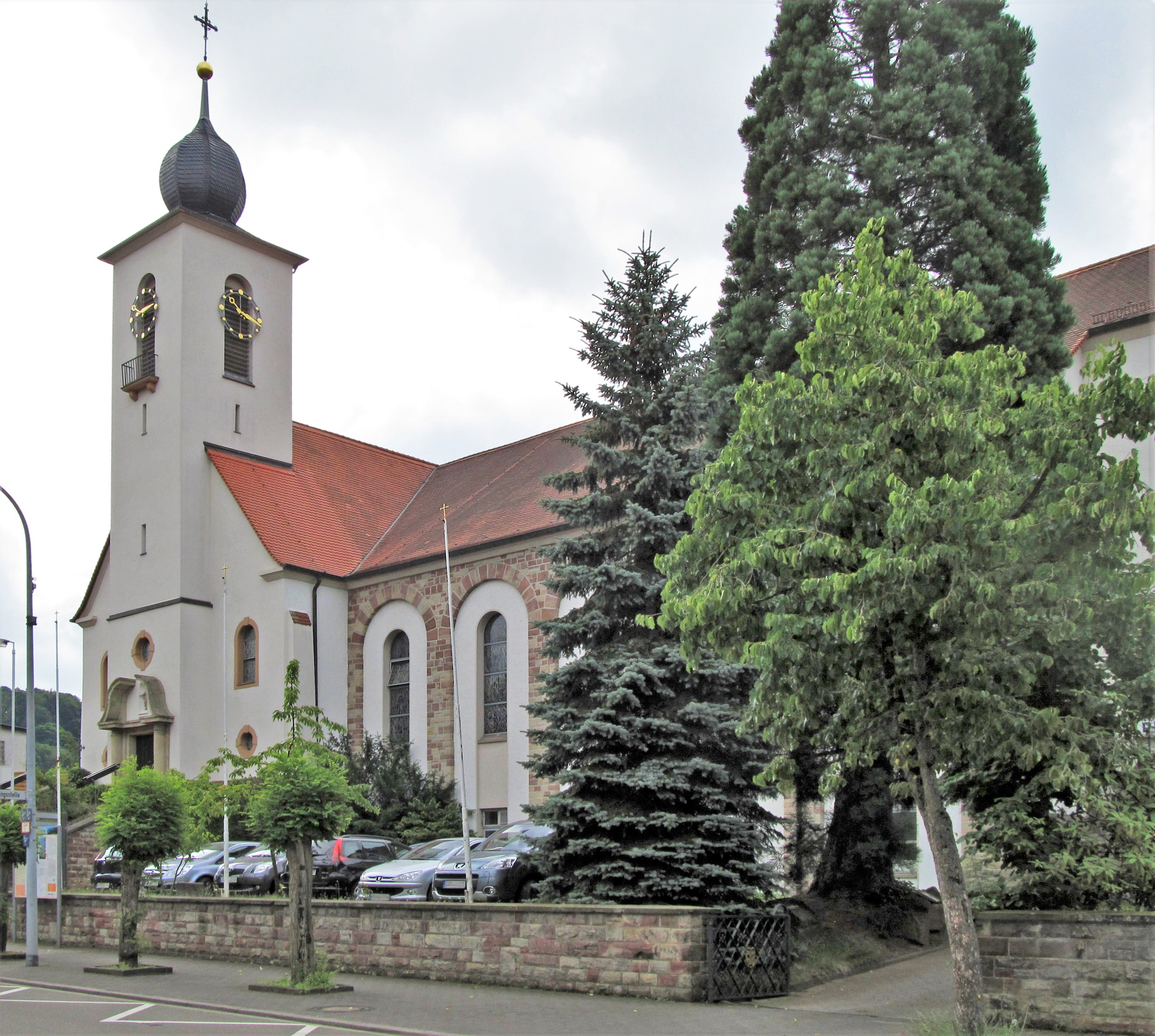
Die Pfarrkirche Herz Jesu in Oberwürzbach

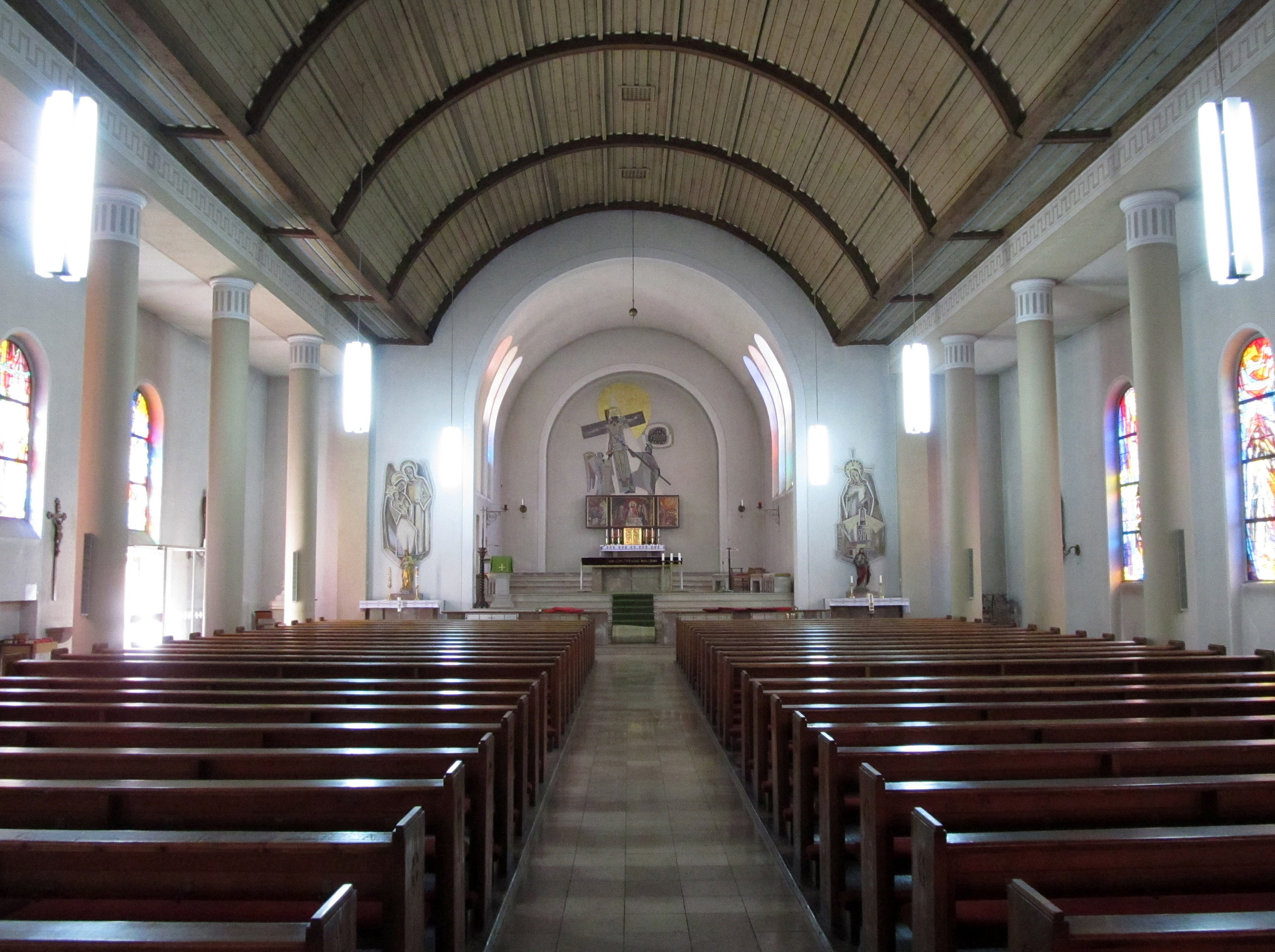
Blick ins Innere der Kirche

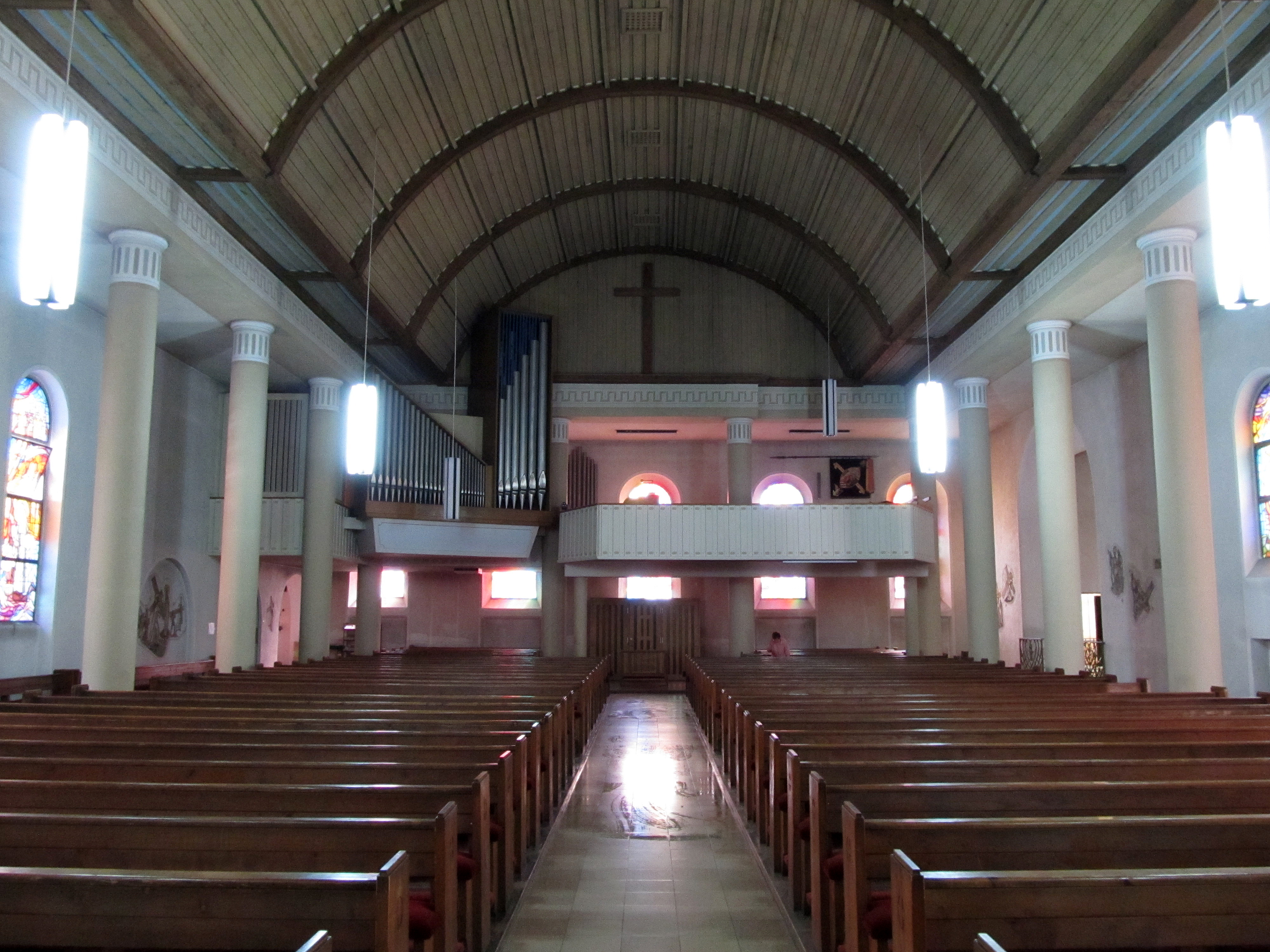
Blick vom Altarraum Richtung Empore und Orgelprospekt

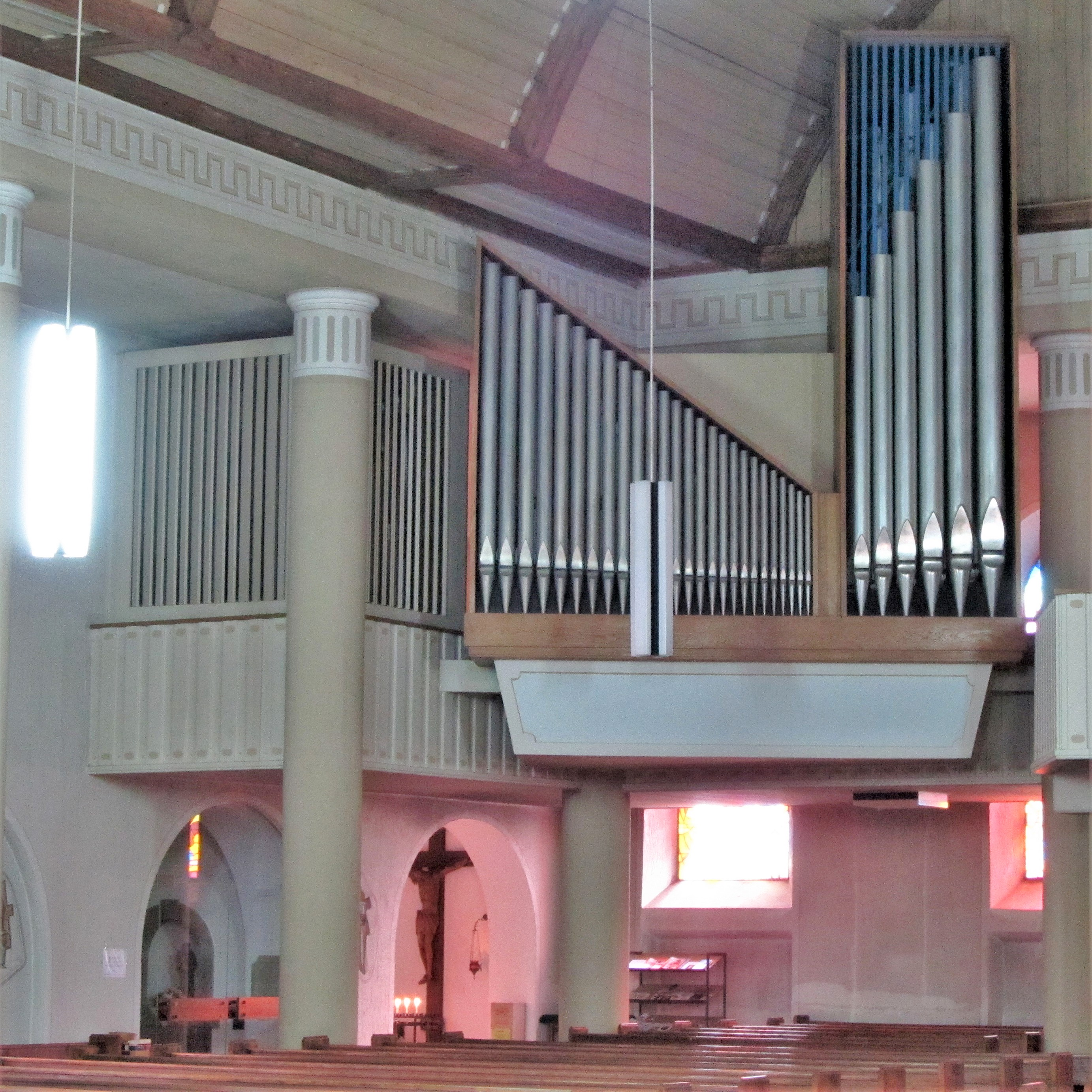
Orgelprospekt

Die Herz-Jesu-Kirche ist eine römisch-katholische Pfarrkirche in Oberwürzbach, einem Stadtteil von St. Ingbert, Saarpfalz-Kreis. Sie trägt das Patrozinium der Verehrung des heiligsten Herzens Jesu. In der Denkmalliste des Saarlandes ist das Kirchengebäude als Einzeldenkmal aufgeführt.

## Geschichte
Bis zum Bau der Kirche waren die Katholiken von Oberwürzbach Teil der Pfarrei Ommersheim. Die ersten Pläne zum Bau einer eigenen Pfarrkirche aus den Jahren vor dem Ersten Weltkrieg konnten dessentwegen nicht umgesetzt werden. Nach dem Krieg drohte das Bauvorhaben an der Inflation zu scheitern, doch gelang der Bau mit den vorhandenen Geldmitteln, bevor diese gänzlich entwertet wurden.
Am 11. Juni 1922 erfolgte die Grundsteinlegung für das nach Plänen der Architekten Wilhelm Schulte II. (Neustadt) und Forster errichteten Kirchengebäudes. Am 22. Juli 1923 wurde das Gotteshaus vom Speyrer Bischof Ludwig Sebastian eingeweiht.
Von der katholischen Gemeinde kaufte man Sulzbach/Saar 1930 drei Glocken, von denen während des Zweiten Weltkrieges im Jahr 1942 die beiden größten eingeschmolzen wurden.
Nach Beseitigung von Kriegsschäden erfolgte in den Jahren 1950–1951 eine Vergrößerung der Kirche nach Plänen des Diözesanbaurats Wilhelm Schulte, indem man an die westliche Längsseite des Gebäudes einen Erweiterungsbau anfügte. Die Bauleitung übernahm Architekt Kreischer und die notwendigen Bauarbeiten wurden von der St. Ingberter Firma Wittemann ausgeführt. Im Untergeschoss des Erweiterungsbaus wurde ein Pfarrsaal eingerichtet. Die Einweihung der erweiterten Kirche erfolgte am 14. Oktober 1951 durch Bischof Joseph Wendel.
Von 1990 bis 1993 erfolgte die Restaurierung der Fenster und des Daches.

## Architektur

### Kircheninneres
Der Chorraum der alten Kirche ist zu einer Kriegergedächtniskapelle hergerichtet, in der eine Pietà den Raum beherrscht.
Die 26 Buntglasfenster schuf der polnische Künstlers Józef Furdyna (Krakau) im Jahr 1990.

### Äußeres der Kirche
Das Kreuz auf dem Kirchendach über dem Hauptaltar stammt von Schlossermeister Gerald Becker und Malermeister Ewald Schmitt (Oberwürzbach).

## Orgel
Die Orgel der Kirche wurde 1966 von der Firma Wolfgang Scherpf Orgelbau (Speyer) erbaut. Das Instrument, mit 27 Registern und 2 Manualen, ist auf einer Empore aufgestellt und besitzt einen freistehenden Spieltisch. Die Windladen sind Schleifladen mit elektrischer Spiel- und Registertraktur. Der Salicional im Schwellwerk wurde nachträglich eingebaut.
| I Hauptwerk C–g3 |           |       |
| 1.               | Pommer    | 16′   |
| 2.               | Principal | 8′    |
| 3.               | Gemshorn  | 8′    |
| 4.               | Octave    | 4′    |
| 5.               | Nachthorn | 4′    |
| 6.               | Nazard    | 2 ⁄3′ |
| 7.               | Octave    | 2′    |
| 8.               | Mixtur II | 1 ⁄3′ |
| 9.               | Trompete  | 8′    |

| II Schwellwerk C–g3 |             |        |
| 10.                 | Gedeckt     | 8′     |
| 11.                 | Quintadena  | 8′     |
| 12.                 | Salicional  | 8′     |
| 13.                 | Principal   | 4′     |
| 14.                 | Hohlflöte   | 4′     |
| 15.                 | Schwiegel   | 2′     |
| 16.                 | Sesquialter |        |
| 17.                 | Terz        | 1 3⁄5′ |
| 18.                 | Octävlein   | 1′     |
| 19.                 | Scharff IV  | 1′     |
| 20.                 | Oboe        | 8′     |
|                     | Tremulant   |        |

| Pedal C–f1 |               |       |
| 21.        | Principalbass | 16′   |
| 22.        | Subbass       | 16′   |
| 23.        | Octavbass     | 8′    |
| 24.        | Bassgedeckt   | 8′    |
| 25.        | Choralbass    | 4′    |
| 26.        | Hintersatz IV | 2 ⁄3′ |
| 27.        | Stillposaune  | 16′   |

- Koppeln: II/I, I/P, II/P
- Spielhilfen: zwei freie Kombinationen, Tutti, Crescendo, Crescendo ab

## Glocken
Im Jahr 1954 goss die Saarlouiser Glockengießerei in Saarlouis-Fraulautern, die von Karl (III) Otto von der Glockengießerei Otto in Bremen-Hemelingen und dem Saarländer Aloys Riewer 1953 gegründet worden war, für die Herz-Jesu-Kirche in Oberwürzbach vier Bronzeglocken. Die Glocken haben die Schlagtöne: es′ – f′ – as′ – b′. Ihre Durchmesser sind: 1305 m, 1162 mm, 978 mm, 871 mm. Die Glocken wiegen: 1330 kg, 974 kg, 545 kg, 375 kg.